# Justin Savage
Justin „jks“ Savage (* 12. Dezember 1995) ist ein australischer E-Sportler in der Disziplin Counter-Strike: Global Offensive.

## Karriere
Savage startete seine Karriere im April 2014 beim Team Vox Empiror. Im August spielte er sein erstes Major, der ESL One: Cologne 2014. Mit seinem Team erreichte er den 13.–16. Platz. Die ESL One: Katowice 2015, das erste Major des Jahres 2015, beendete er nach einer Niederlage gegen Natus Vincere auf dem 9.–12. Platz. Im Juli wechselte Savage zum Team Renegades, mit welchem er bei der ESL One: Cologne 2015 die 9.–12. Platzierung erreichte. Im Jahr 2016 konnte sich Savage für kein Major qualifizieren, allerdings gelang ihm ein 2. Platz in der DreamHack Open Winter 2016 nach einer Finalniederlage gegen Gambit. 2017 gewann er mit seinem Team das StarLadder i-League Invitational #2 mit einem Sieg gegen Virtus.Pro. Dieser Sieg war auch zugleich sein erster internationaler Erfolg.
Im Januar 2018 erzielte er im Major ELEAGUE Major: Boston 2018 den 18. Platz. Das zweite Major des Jahres, dem FACEIT Major: London 2018, beendete er auf dem 20.–22. Rang. Außerdem erzielte er einen 5.–6. Platz bei der ESL Pro League Season 8. Im Intel Extreme Masters XIII - Katowice Major 2019 erreichte er mit einem 5.–8. Platz erstmals die Play-off-Phase eines Major Turniers. Die anschließende StarSeries & i-League CS:GO Season 7 beendete Savage mit seinem Team auf dem 3.–4. Platz. Im zweiten Major des Jahres, dem StarLadder Berlin Major 2019, erreichte er überraschenderweise das Halbfinale. Die folgende StarSeries & i-League CS:GO Season 8 beendete Savage auf dem 4. Rang. Im Oktober 2019 verpflichtete 100 Thieves das Team Renegades. Mit einem zweiten Platz bei der Intel Extreme Masters XIV - Beijing gelang ihm und sein Team ein Achtungserfolg. Aufgrund seiner guten Einzelleistungen wurde er als fünfzehnt bester Spieler des Jahres von HLTV ausgezeichnet.
2020 erzielte er bei der ESL Pro League Season 12: North America und der Intel Extreme Masters XV - New York Online: North America jeweils einen zweiten Platz. Im Oktober wechselte Savage zum Team Complexity. Mit Complexity erreichte er das Halbfinale bei der Intel Extreme Masters XV - Beijing Online: Europe. Erneut wurde er als 19. in die Liste der zwanzig besten Spieler des Jahres aufgenommen.
Das Jahr 2021 verlief für Savage mit einigen Play-off-Einzügen bei größeren Turnieren und einem Sieg im Spring Sweet Spring #3 insgesamt eher weniger erfolgreich. Im November wurde Savage von seinem Team auf die Bank gesetzt. Im Februar spielte Savage als Ersatzspieler für das Team Faze Clan in der IEM Katowice 2022, nachdem das Team aufgrund von Covid-19-Fällen nicht vollständig antreten konnte. Überraschenderweise konnte er das Turnier mit einem Preisgeld von 400.000 Dollar mit einem 3:0-Sieg gegen G2 Esports gewinnen. Im August wechselte er zu G2 Esports. Anschließend siegte er beim Blast Premier: World Final 2022 mit einem 2:0-Sieg gegen das Team Liquid. Zudem erreichte er das Halbfinale in der ESL Pro League Season 16, welches er gegen den zukünftigen Sieger Team Vitality verlor.

## Auszeichnungen
- 2019: Platz 15 der HLTV.org Bestenliste[3]
- 2020: Platz 19 der HLTV.org Bestenliste[4]